# Malahat

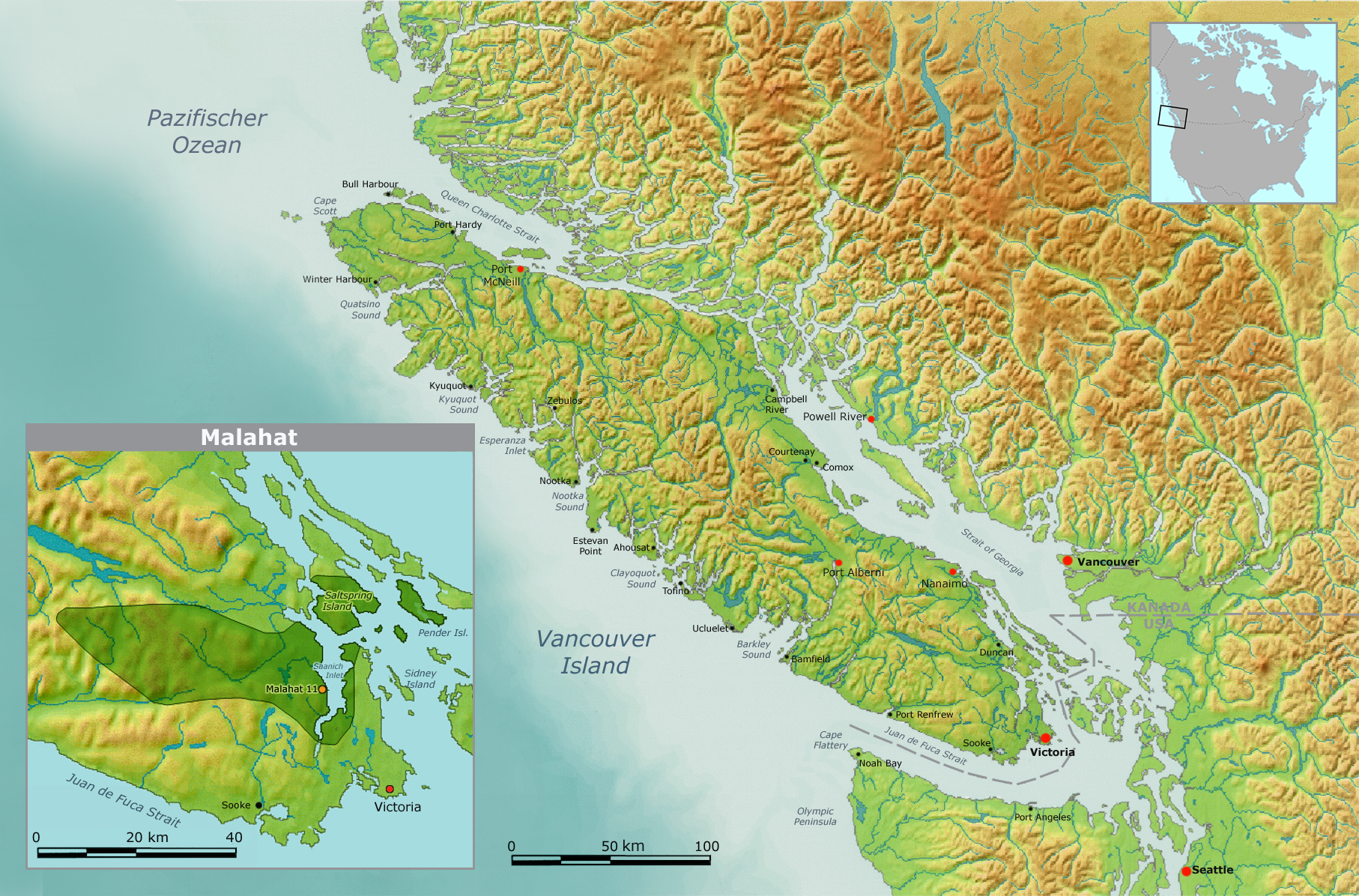
Traditionelles Territorium der Malahat und Hauptreservat (orange)

Die Malahat sind eine der auf Vancouver Island lebenden First Nations der pazifischen Küste Kanadas. Dabei gehören sie zu den um Victoria lebenden Saanich, genauer gesagt, zusammen mit den Pauquachin zu den südlichen Saanich.
Damit gehören sie zur Gruppe der North Straits Salish oder Lekwungaynung sprechenden Stammesgruppe, zu denen die Saanich, die Songhees und die T'sou-ke First Nation gehören. Diese wiederum gehören zu den Küsten-Salish. Die Malahat sind Mitglieder der Te’Mexw Treaty Association, die für mehrere Stämme die Vertragsverhandlungen mit den Regierungen Kanadas und British Columbias führt. Dazu gehören auch die Angehörigen der Beecher Bay, Nanoose, Songhees und T'sou-ke.
Die Häuser der 262 von der Regierung anerkannten Malahat (August 2009) stehen zwischen Gordon Head und Cowichan Head. Sie sind eine der fünf Wohnhausgruppen oder „Familien“ der Saanich, zu denen neben den beiden genannten die Tsawout (an der Saanichton Bay), die Tseycum (an der Patricia Bay) und die Tsarlip (an der Brentwood Bay) gehören.
Malahat bedeutet „der Platz, an dem man Köder findet“, jedoch ist diese Version bereits die anglisierte.

## Geschichte
Die Malahat leben an der Westseite des Saanich Inlet. Nach ihnen ist der 356 m hohe Malahat Mountain benannt. Auf dem Gipfel befindet sich YOS, eine der wichtigsten heiligen Stätten im Süden der Vancouver-Insel. Hier ist die Heimat des Donnervogels (Thunderbird), daher befindet sich auf dem Gipfel ein Totempfahl mit dem Donnervogel und einem Bären.

### Vertrag mit der Hudson’s Bay Company
1852 schloss der Gouverneur James Douglas zwei der 14 Verträge mit Indianerstämmen mit den Saanich. Den einen schloss er mit den südlichen Saanich, also mit Pauquachin und Malahat, am 6. Februar 1852 – unterzeichnet von Whut-say mullet und neun weiteren Personen – den anderen am 11. Februar mit den nördlichen Saanich. Gegen mehrere hundert Decken war dieser Vertrag die Grundlage, ihnen ihr Land zu nehmen, ähnlich wie schon 1850 den benachbarten Songhees.
1911 wurde mittels großräumiger Sprengungen die Voraussetzung für eine asphaltierte Straße am Malahat Mountain geschaffen, die heute von über 20.000 Fahrzeugen pro Tag genutzt wird. Eine Zementfabrik bestand zwischen 1913 und 1980, weitere Unternehmen veränderten die Landschaft so stark, dass die Malahat die Grundlagen für das rituelle und spirituelle Leben ihrer Gemeinschaft gefährdet sehen, aber auch ihre Wirtschaftsweise. Daher kam es immer wieder zu Konflikten.
1913 beharrte Aleck Peter als Häuptling der Malahat gegenüber dem Department of Indian Affairs darauf, dass er das Land für alle Zeiten behalten wolle.

### Reservate und anerkannte Stammesangehörige
Die Malahat First Nation lebt in zwei Reservaten am Westufer des Saanich Inlet südlich der Mill Bay und im Goldstream und Highland District am südlichen Ende des Finlayson Arm sowie an der Mündung des Goldstream River. Zu ihnen zählten im August 2009 genau 262 Menschen. Im Reservat der Malahat lebten dabei 106 Stammesangehörige, in anderen Reservaten 45, weitere 111 lebten außerhalb der Reservate.

## Aktuelle Situation
1995 wurde von offizieller Seite festgestellt, dass die jahrzehntelange Umnutzung der Region um das Saanich Inlet zu massiven Zerstörungen geführt hatte. Ähnliches stellte 1997 eine Untersuchung hinsichtlich der kulturellen Entwicklung fest. Diese Untersuchungen standen in Zusammenhang mit dem Bamberton Town Development Project, direkt neben dem Gebiet der Malahat, einem Projekt mit weit reichenden ökologischen und damit auch kulturellen Auswirkungen.
Unter Federführung des Environmental Assessment Office wurde ein Projekt entwickelt, das die Forderungen der sechs betroffenen Stämme, also der Malahat, Tsartlip, Pauquachin, Tseycum und Tsawout Bands, und der Cowichan Tribes berücksichtigen sollte. Der Bericht umriss die traditionellen und aktuellen Nutzungsweisen des betroffenen Landes. Die Erfahrungen hieraus führten zum Schutz verschiedener Bereiche in der neu entstandenen Stadt und mündeten 1998 in einer Beteiligung der Indianer bei der Entwicklung von marinen Schutzgebieten, wie z. B. Race Rocks.

## Namensrezeption
1967 benannte sich das bis heute bestehende kanadische Literaturmagazin nach ihnen: The Malahat Review.